# Aleksiej Smiertin
Aleksiej Giennadjewicz Smiertin (ros. Алексей Геннадьевич Смертин, ur. 1 maja 1975 w Barnaule) – rosyjski piłkarz występujący niegdyś na pozycji defensywnego pomocnika. Jego starszym bratem jest Jewgienij Smiertin.
Swoją karierę klubową Smiertin zaczynał w lokalnym klubie Dinamo Barnauł, następnie występował w klubach rosyjskich: Zaria Lenińsk Kuźniecki, Urałan Elista i Lokomotiw Moskwa (w Premier Lidze). Opuścił Lokomotiw i wyjechał do Francji do zespołu Ligue 1 Girondins Bordeaux. W sierpniu 2003 został zakupiony przez klub Chelsea F.C., kierowany przez jego rodaka Romana Abramowicza, za 3,45 mln funtów i wypożyczony na sezon 2003/2004 do klubu Premier League Portsmouth. Do Chelsea wrócił w sezonie 2004/2005, jednak nie odegrał w zespole większej roli i na kolejny sezon także został wypożyczony, tym razem do Charlton Athletic, w którym występował do 2006 roku. Wrócił wówczas do ojczyzny i przez jeden sezon występował w Dinamie Moskwa. Smiertin grał jeszcze w Fulham, a w lipcu 2009 roku oficjalnie zakończył piłkarską karierę.
Smiertin zagrał w reprezentacji Rosji 55 razy. Występował z nią na Mistrzostwach Świata 2002 oraz Mistrzostwach Europy 2004. W czerwcu 2004 roku został wybrany kapitanem drużyny.